# Sunset Park
Sunset Park (titre original : Sunset Park) est un roman de Paul Auster publié en 2010.

## Résumé
Pendant la crise financière américaine de 2008, un jeune retourne sept ans après à New York, et quitte sa copine avec qui il vit en Floride. Là, il emménage avec trois amis qui vivent dans un squatt de Sunset Park à Brooklyn. 